# Les Chronolithes
Les Chronolithes (titre original : The Chronoliths) est un roman de science-fiction de l'écrivain canadien Robert Charles Wilson publié aux États-Unis en 2001 et en France en 2003.

## Distinctions
Le roman a remporté le prix John-Wood-Campbell Memorial 2002, ex-æquo avec Terraforming Earth de Jack Williamson, et a été proposé la même année pour le prix Hugo du meilleur roman.

## Résumé

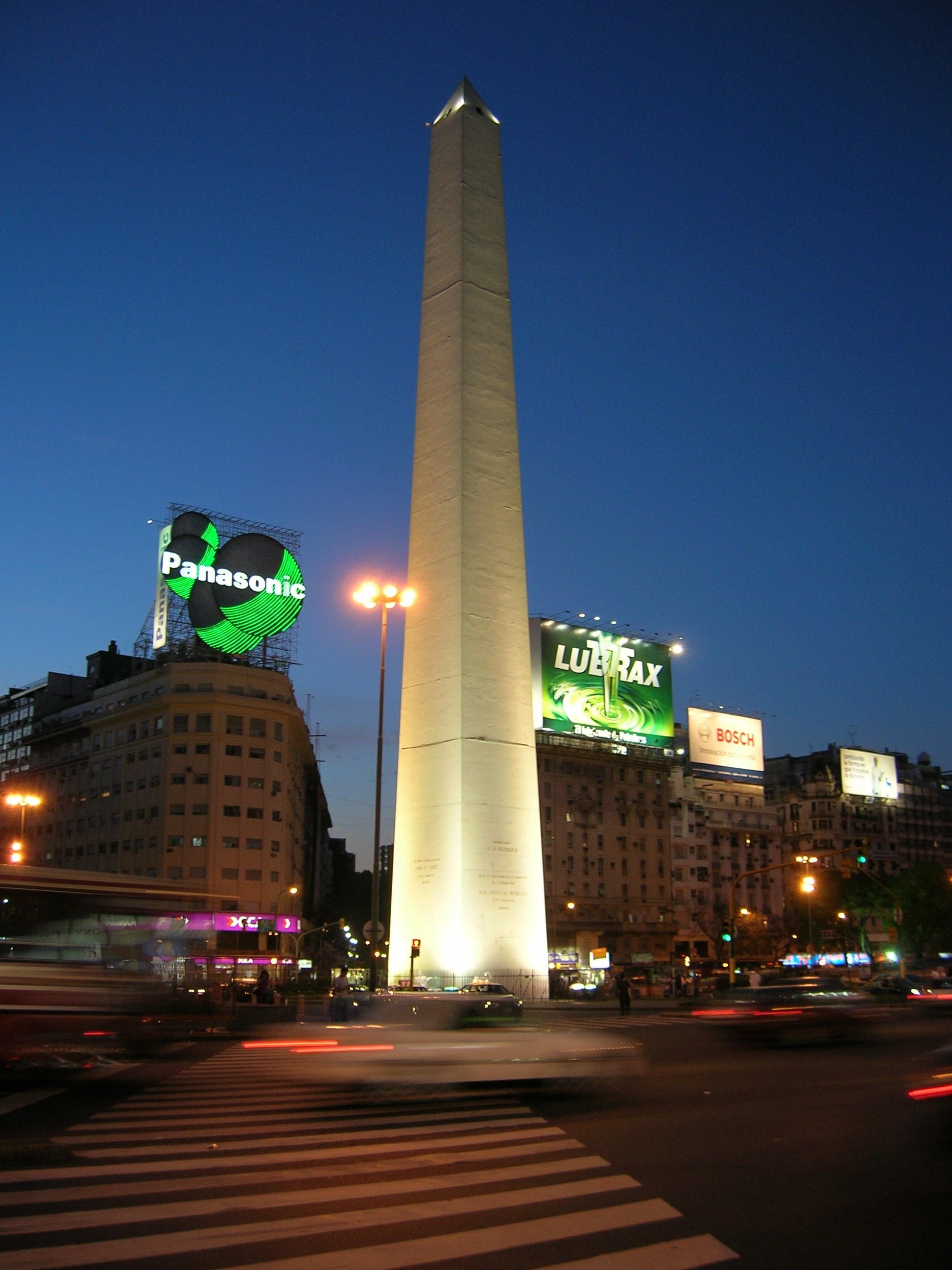
Exemple d'obélisque.

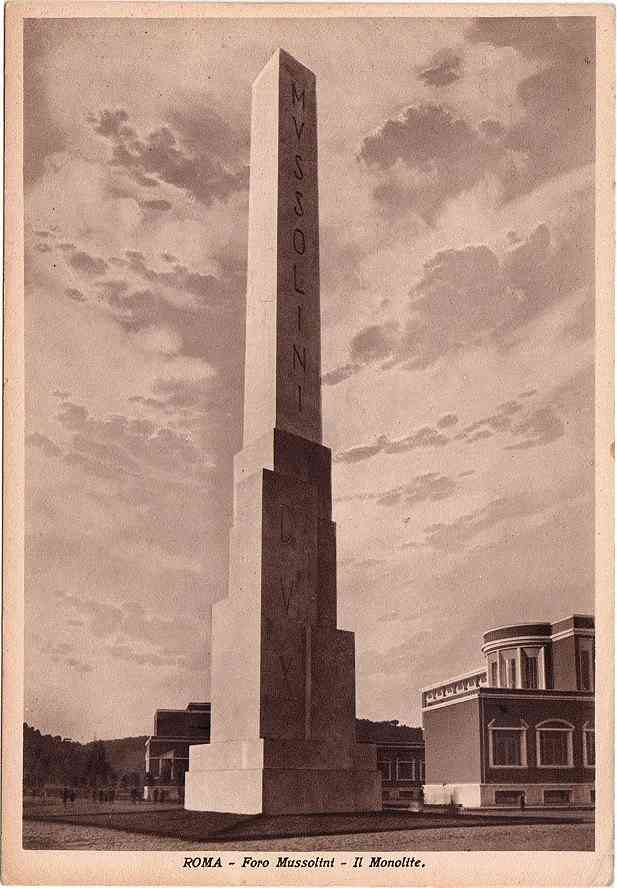
Autre exemple d'obélisque.

Le roman, qui débute en 2021 et se termine à une date non précisée, est composé de trois parties de longueurs différentes.

### « L'avènement des Chronolithes »
Le roman débute en 2021. Un monolithe gigantesque de couleur bleutée apparaît soudainement dans la jungle thaïlandaise près de Chumphon. Sa particularité est double : d'une part il est composé d'une matière inconnue, inoxydable et apparemment indestructible, qui a un volume immense mais avec une très faible masse ; d'autre part il annonce la victoire d'un seigneur de guerre dénommé « Kuin » contre ses adversaires le 21 décembre 2041. Ce monument, qui a la forme d'un immense obélisque, provient donc de vingt ans dans le futur, et a été envoyé comme un défi aux humains de 2021, annonçant l'arrivée inéluctable de cet adversaire politique et militaire inconnu.
Quelques mois après, une deuxième Chronolithe fait son apparition à Bangkok, puis un troisième se matérialise à Pyongyang en Corée du Nord.
Le narrateur, Scott (« Scotty ») Warden, un programmeur informatique, raconte comment, alors qu’il était installé depuis peu en Thaïlande avec son ami Hitch Paley, il s'était retrouvé sur les lieux de l’arrivée du premier Chronolithe et comment les gens - et lui-même - ont réagi face à cette intrusion de l'Étrange dans le quotidien. 
Il explique aussi son échec conjugal, le remariage de son ex-femme Janice avec Whit, l'opération à l'oreille de sa fille Kait atteinte de surdité, ainsi que les événements qui ponctuent la marche du monde : le dérèglement climatique, la pollution et la disparition des nappes phréatiques, les émeutes et révoltes urbaines, la conquête de l'espace, etc.
Scott est amené à travailler avec l'ancienne professeur de physique que Janice et lui avaient eu durant leurs études, Sulamith Chopra (appelée « Sue »). Cette brillante scientifique d'origine asiatique, experte en « géométrie Calabi-Yau », nouvelle branche de la physique quantique, veut comprendre la nature de la matière composant les Chronolithes.
Dans les années qui suivent, de nombreux autres Chronolithes apparaissent en Asie (Hô Chi Minh-Ville, Taipei, Macao, Sapporo, région du Kantō, Yichang), mais aucun d'eux n'apparaît au nord du Mexique ni en Europe.
Sue est chargée de coordonner une équipe scientifique qui étudie les Chronolithes. On a découvert comment détecter « l'arrivée du futur » d'un tel objet. 
On sait qu'un Chronolithe va bientôt apparaître à Jérusalem. Sue décide de s'y rendre, emmenant notamment avec elle un scientifique nommé Ray Mosely ainsi que Scott. Des travaux de terrassement sont effectués pour permettre une parfaite observation du phénomène et une rencontre a lieu avec les responsables politiques israéliens ; néanmoins un attentat a lieu, tuant une jeune ingénieur prénommée Cassie. Il s'agit de la première manifestation tangible des « pro-Kuin », qui sera suivi peu après par les mouvements « anti-Kuin ». Le Chronolithe apparaît effectivement, comme un défi aux trois principales religions monothéistes.
La première partie du roman se termine sur ces mots : « Le Kuin de Jérusalem : une colonne à quatre pans se dressant pour former un trône sur lequel Kuin est assis. Le regard placide de Kuin traverse le Dôme du Rocher, désormais en miettes, pour scruter le désert de Judée. L'homme est vêtu en paysan d'un pantalon et d'une chemise. Sur sa tête, un bandeau qui pourrait être une modeste couronne, orné de demi-lunes et de feuilles de laurier. Son visage est solennel et majestueux, mais ses traits imprécis. L'immense base du monument rencontre la terre au fond des ruines de la place de Sion. Le pic atteint quatre cent vingt mètres d'altitude. ».

### « Enfants perdus »
Pendant les années qui suivent, au fur et à mesure de l’arrivée des Chronolithes, les mouvements pro- et anti-Kuin se créent et s'organisent, sur fond de crises économiques et environnementales répétées. De nombreux jeunes gens prennent position et s'engagent dans l'un de ces courants, qui se font la guerre plus ou moins ouvertement.
La fille adolescente de Scott, Kait, a été convaincue de s'engager dans le mouvement pro-Kuin. Elle a fugué de la maison de sa mère et on ignore où elle se trouve.
Janice prévient Scott, qui se met alors à rechercher activement sa fille et découvre qu'elle a pris la fuite avec un ami nommé Adam Mills. Scott interroge la mère d'Adam, Ashlee, qui est célibataire comme lui. Accompagné de Hitch Paley et d'Ashlee, Scott poursuit la traque de Kait et d'Adam jusqu'au Mexique, où l'on a prédit l'arrivée d'un nouveau Chronolithe à Portillo. Scott est témoin de scènes de violences mais parvient à retrouver Kait, juste avant l'arrivée brutale du Chronolithe, qui rase une partie de la plaine où étaient situés les pro-Kuin, badauds et forces de l'ordre. Adam Mills a disparu, on ignore s'il est mort et Ashlee en est très malheureuse.
Tous quatre retournent dans leur ville de résidence ; une idylle se noue entre Scott et Ashlee.

### «Turbulence»
Sept ans après les événements de Portillo, Scott et Ashlee vivent ensemble ; le monde s'est enfoncé dans la crise économique et écologique. Les pro-Kuin et anti-Kuin sont encore plus violents qu'auparavant.
Sue Chopra pense que Kuin a créé les Chronolithes pour inspirer une peur préventive à ses adversaires potentiels et instiller un profond défaitisme sur la planète. Le fait qu'il proclame haut et fort ses victoires à venir perturbe des centaines de millions de personnes sur Terre. L'Asie est devenue une zone de chaos.
Sue propose alors, au regard des connaissances obtenues par l'étude des Chronolithes et des avancées en science fondamentale, d'anéantir le prochain Chronolithe au moment même où il se matérialisera à la surface de la planète. Ainsi, on montrera à tous que Kuin n'est pas invincible et que son avènement n'est pas inéluctable.
Les études quantiques indiquent que le prochain Chronolithe se matérialisera, et c'est une première, sur le sol américain, plus précisément dans le Wyoming.
Mais les pro-Kuin ont eu vent du projet de Sue et tentent de l'empêcher de mener à bien son expérience. Une attaque est lancée par les pro-Kuin contre le matériel des scientifiques ; cette attaque est un succès : le Chronolithe apparaît sur le sol américain. Il est encore plus gros que tout ce qu'on avait vu jusqu'à présent.
Néanmoins Sue est perplexe : ce Chronolithe est fondamentalement instable et va prochainement exploser, c'est une certitude absolue. Les ingénieurs et savants de Kuin ont eu « les yeux plus gros que le ventre », construisant un monolithe non viable. Cela signifie qu'il y a, peut-être, un incompétent ou un traître au sein de l'équipe scientifique de Kuin. Elle s'en ouvre à Scott : et si la traître, ce devait être elle ?
Peu après, une tentative de rapt sur sa personne, organisée par Adam Mills (qui n'était pas mort à Portillo), a lieu : Ray Mosely s'interpose mais est tué, et Scott, qui connaissait le projet de Sue de s'infiltrer dans les rangs des Kuinistes pour ruiner à long terme leurs projets, tue son ami Hitch qui voulait empêcher l'enlèvement. 
Sue est effectivement enlevée par les Kuinistes, et peu de temps après, le Chronolithe du Wyoming se désintègre.

### Dénouement et révélations finales
L'enlèvement de Sue par les Kuinistes a eu des effets bénéfiques : les rébellions kuinistes ont été battues, et tout porte à croire que chaque Chronolithe a été construit par un « Kuin » différent, chaque seigneur de guerre revendiquant ce titre détruisant son adversaire. On n'a jamais su « qui » était Kuin, ou le premier à s'appeler ainsi. Les « Kuin » n'ont jamais gagné la guerre contre les forces démocratiques, et la planète se relève de ses cendres.
Âgé de soixante-dix ans, Scott se souvient de son passé : Sue a réussi son plan et a contribué à anéantir les Kuinistes. Et ce qu'elle avait pressenti jadis se réalise : ses recherches sur la structure de la matière permettent maintenant d'envisager sérieusement une conquête active de l'espace et la colonisation de planètes lointaines. Une anecdote ou une coïncidence amusante : Adam Mills avait un second prénom, Quinn.

## Personnages principaux
- Scott (« Scotty ») Warden, héros du roman et narrateur
- Sulamith (« Sue ») Chopra, scientifique américaine d'origine asiatique
- Kaitling (« Kait ») Warden, fille de Scott atteinte de surdité partielle, issue d'une première union avec Janice
- Janice, ex-épouse de Scott et remarié avec Whitman Delahunt
- Whitman Delahunt (« Whit »), second mari de Janice et beau-père de Kaitling
- Ashlee Mills (« Ash »), nouvelle compagne de Scott et mère d'Adam
- Adam Mills, fils d'Ashlee et « Kuiniste » convaincu
- Morris Torrance, agent du FBI chargé de la protection et de la surveillance de Sue
- Hitch Paley, ami de Scott
- Raymond Mosely (« Ray »), collègue de travail de Sue dont il est éperdument amoureux

## Éditions
- The Chronoliths, Tor Books, 16 janvier 2001, 301 p.  (ISBN 0312873840)
- Les Chronolithes, Denoël, coll. « Lunes d'encre », 23 avril 2003, trad. Gilles Goullet, 336 p.  (ISBN 2207253163)
- Les Chronolithes, Gallimard, coll. « Folio SF » no 293, 8 novembre 2007, trad. Gilles Goullet, 448 p.  (ISBN 978-2070346165)